# Joaquim Veríssimo Serrão
Joaquim Veríssimo Serrão GCSE • ComIP (Santarém, 8 de julho de 1925 – Santarém, 31 de julho de 2020) foi um historiador português.

## Biografia
Foi Professor Catedrático da Faculdade de Letras da Universidade de Lisboa; Reitor da Universidade de Lisboa (1973–1974), foi também presidente da Academia Portuguesa da História, entre 1975 e 2006.
Publicou, desde 1977, uma História de Portugal em XVIII volumes, de sua inteira autoria, abrangendo as épocas desde as origens remotas de Portugal e da constituição do Condado Portucalense até ao período do Estado Novo. Esta obra tinha como objectivo chegar até ao período da Primeira República e ficaria concluída em 1990, com doze volumes. Porém, a partir de 1997 a obra foi continuada pelo período do Estado Novo e está prevista ficar completa em dezanove volumes, tendo sido publicado o seu décimo oitavo volume em 2010.
Recebeu o Prémio Príncipe das Astúrias de Ciências Sociais, em 1995.
É pai do historiador da arte Vítor Serrão e da filósofa Adriana Veríssimo Serrão. 
Era amigo pessoal de Marcelo Caetano com o qual manteve contacto tanto durante o Estado Novo como depois no seu exílio. Foi um seu apologista e do Estado Novo, sendo um dos principais objectivos da sua História de Portugal, a reabilitação política deste regime..
Morreu no dia 31 de julho de 2020 em Santarém, aos 95 anos, deixando um enorme legado espiritual e patrimonial à posteridade nessa cidade, com a criação do Centro de Investigação Professor Doutor Joaquim Veríssimo Serrão.

## Associações
Foi Sócio Efectivo da Academia das Ciências de Lisboa, da Academia Portuguesa da História (a que presidiu de 1975 a 2005), da Academia da Marinha, da Associação dos Arqueólogos Portugueses, da Académie du monde Latin de Paris, do Instituto Histórico e Geográfico Brasileiro, da Academia Brasileira de Letras e das Academias Nacionais de la Historia da Venezuela, da Argentina, do Uruguai, da Bolívia, da Colômbia, do Chile, de Porto Rico e da República Dominicana e da Real Academia de la Historia de España.

## Reconhecimentos e condecorações
- Comendador da Ordem Nacional do Cruzeiro do Sul do Brasil (? de ? de 1966)
- Comendador da Ordem da Instrução Pública de Portugal (9 de Julho de 1971)[7]
- Doutor Honoris Causa pela Universidade de Montpellier de França (? de ? de 1974)
- Excelentíssimo Senhor Grã-Cruz da Ordem do Mérito Civil de Espanha (? de ? de 1990)
- Medalha de Prata da Galiza de Espanha (? de ? de 1993)
- Grã-Cruz da Ordem de Andrés Bello da Venezuela (? de ? de 1994)
- Doutor Honoris Causa pela Universidade Complutense de Madrid de Espanha (? de ? de 1995)
- Excelentíssimo Senhor Grã-Cruz da Ordem Civil de Afonso X o Sábio de Espanha (? de ? de 1995)
- Grã-Cruz da Antiga, Nobilíssima e Esclarecida Ordem Militar de Sant'Iago da Espada, do Mérito Científico, Literário e Artístico (9 de Junho de 2006)[7]
- Medalha Honorífica da Universidade de Coimbra de Portugal (? de ? de 2007)
- Professor Honoris Causa do Instituto Politécnico de Santarém (? de ? de 2011)

## Obras
Joaquim Veríssimo Serrão é autor de muitas dezenas de obras A sua obra mais conhecida do grande público é:
- História de Portugal. Lisboa: Verbo, 1977–2010, 19 vols.

Fruto do seu relacionamento pessoal e político com Marcelo Caetano, publicou:
- Marcello Caetano: Confidências no exílio. Lisboa: Verbo, 1985
- Correspondência com Marcello Caetano: (1974-1980). Venda Nova: Bertrand, 1994 ISBN 972-25-0869-5